# Rinorea oppositifolia
Rinorea oppositifolia är en violväxtart som beskrevs av Arthur Wallis Exell. Rinorea oppositifolia ingår i släktet Rinorea och familjen violväxter. Inga underarter finns listade i Catalogue of Life.